# Comportament d'assetjament
|  | Per a altres significats, vegeu «assetjament». |

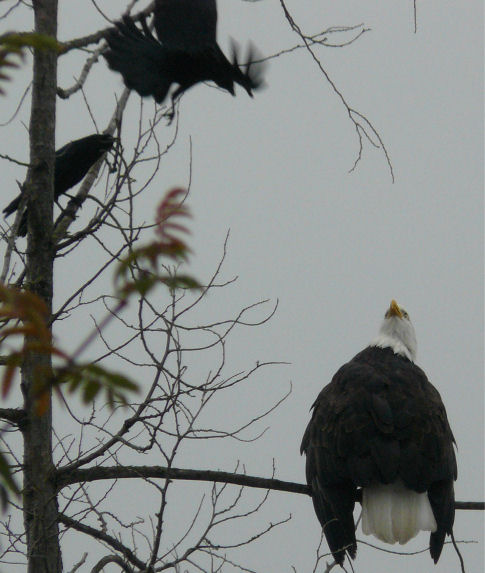
Corbs assetjant un pigarg americà

El comportament d'assetjament és una conducta que alguns animals poden fer servir contra els depredadors. Consisteix en l'atac o l'assetjament, de forma cooperativa, per un grup d'individus contra un predador, generalment amb la finalitat de protegir llurs cries. Aquesta conducta és freqüent entre els ocells, però també s'ha observat en mamífers com el suricata. El comportament d'assetjament s'ha desenvolupat de forma independent en diferents espècies, que generalment coincideixen en el fet que els joves són, amb freqüència, preses dels depredadors. Aquest comportament es pot complementar amb adaptacions críptiques de les cries, com camuflatge i ocultació. De vegades els animals poden utilitzar una crida d'assetjament per convocar individus propers a la cooperació en l'atac.